# Aziatische kampioenschappen judo 1970
De Aziatische kampioenschappen judo van 1970 werden in mei 1970 gehouden in Kaohsiung in Taiwan.

## Medailles

### Mannen
| Onderdeel          | Goud              | Goud | Zilver          | Zilver | Brons                         | Brons   |
| ------------------ | ----------------- | ---- | --------------- | ------ | ----------------------------- | ------- |
| Klasse tot 63 kg   | Takao Kawaguchi   | JPN  | Yoon Gong-Hwa   | KOR    | Chi Hardjasa                  | CHN INA |
| Klasse tot 70 kg   | Toyokazu Nomura   | JPN  | Kim Dae-Geun    | KOR    | Geronimo Dyogi Huang          | PHI CHN |
| Klasse tot 80 kg   | Choi Kyu-Bon      | KOR  | Seichi Goto     | JPN    | Garcia Huang                  | PHI CHN |
| Klasse tot 93 kg   | Tsukio Kawahara   | JPN  | Hsu             | TPE    | Chyung Lee-Su Fernando Garcia | KOR PHI |
| Klasse boven 93 kg | Kazuhiro Ninomiya | JPN  | Chyung Sam-Hyun | KOR    | Zheng Kan                     | CHN SGP |
| Open klasse        | Motoki Nishimura  | JPN  | Tsukio Kawahara | JPN    | Hsu Chyung Sam-Hyun           | TPE KOR |

### Medaillespiegel
| Plaats | Land           | Goud | Zilver | Brons | Totaal |
| 1      | Japan          | 5    | 2      | 0     | 7      |
| 2      | Zuid-Korea     | 1    | 3      | 2     | 6      |
| 3      | Chinees Taipei | 0    | 1      | 1     | 2      |
| 4      | China          | 0    | 0      | 4     | 4      |
| 5      | Filipijnen     | 0    | 0      | 3     | 3      |
| 6      | Indonesië      | 0    | 0      | 1     | 1      |
| 6      | Singapore      | 0    | 0      | 1     | 1      |
| Totaal | Totaal         | 6    | 6      | 12    | 24     |